# Angol
Angol este o comună situat în provincia Malleco, regiunea Araucanía în Chile. La 2002 comuna avea o populație totală de 53.996 locuitori. 
Suprafața totală este de 1.194 km². 